# Toxic Till the End
«Toxic Till the End» — сингл новозеландско-южнокорейской певицы Розэ (участницы южнокорейской гёрл-группы Blackpink), выпущенный лейблами The Black Label и Atlantic Records 22 ноября 2024 года в качестве третьего сингла из дебютного студийного альбома певицы Rosie (2024). Песня была написана Розэ, Майклом Поллаком, Эмили Уоррен и Эваном Блэром, который также выступил продюсером трека. Сингл был описан как эмо-поп, пауэр-поп и синти-поп трек, сочетающий гитары и синтезаторы с эмоционально сырыми текстами. Вдохновленная прошлым опытом Розэ, песня вращается вокруг токсичных отношений «снова и снова», когда за расставанием партнёров следует их примирение, увековечивающее цикл.
Критики положительно отозвались о «Toxic Till the End» за его эмоциональную глубину и энергичное производство. Режиссером клипа выступил Рамез Сильян, в котором Розэ и актер Эван Мок снялись в истории токсичной любви в старом поместье Old Westbury Gardens в Лонг-Айленде (штат Нью-Йорк). В клипе показаны отношения в стиле «Девочек Гилмор», где романтические моменты сочетаются с драматическими противостояниями. Песня добилась успеха, заняв четвертое место в южнокорейском Circle Digital Chart и 15-е место в Billboard Global 200, а также вошла в десятку лучших в Гонконге, Сингапуре, Тайване и Малайзии. Песня также вошла в чарты Австралии, Канады, Японии, Великобритании, США и других стран. Дебютное живое исполнение песни «Toxic Till the End» Розэ состоялось на Ночном шоу с Джимми Фэллоном.

## Предыстория и продвижение
18 октября 2024 года Розэ выпустила песню «Apt.», совместную работу с американским певцом Бруно Марсом, в качестве лид-сингла со своего предстоящего дебютного студийного альбома Rosie. Песня имела коммерческий успех и заняла первое место в Billboard Global 200 и различных чартах по всему миру, а также вошла в десятку лучших в Billboard Hot 100 и UK Singles Chart. 22 ноября она выпустила второй сингл альбома «Number One Girl». 4 декабря Розэ объявила «Toxic Till the End» третьим синглом, который будет выпущен вместе с альбомом 6 декабря. К синглу был выпущен тизер-постер, на котором был изображён мужчина, бегущий за певицей по саду, а затем вторая тизерная фотография, на которой они сидят у камина и ласково смотрят друг на друга.

## Композиция
«Toxic Till the End» описывается как эмо-поп, пауэр-поп и синти-поп трек, пронизанный гитарами и «бурлящими синтезаторами». Стилистически песню сравнивают с Аврил Лавин и Тейлор Свифт, особенно в сравнении с мелодическими структурами и сюжетами песен последних.
Во время одного из эпизодов серии интервью Vanity Fair «Проверка на детекторе лжи» Розэ прокомментировала слухи о том, что песня была вдохновлена рэпером и актёром Джейденом Смитом, уточнив, что на самом деле песня не о нем и что они никогда не встречались, хотя и были хорошими друзьями.
Журнал Billboard описал трек как «эмо-поп сингл в духе Аврил Лавин», где певица поёт под «бурлящие» синтезаторные инструменты. Первоначально песня называлась «The Ex» (с англ. — «Бывший»)" и была вдохновлена бывшими отношениями, ставшими настолько частой темой для обсуждения Розэ, что среди её друзей они стали называться «бывшими». Она поделилась, что однажды решила: «Мы слишком много говорили о бывшем, пора написать песню под названием „Бывший“». Розе показалось, что ей было легко написать песню на основе такого личного опыта, потому что ей «нужно было выговориться». Позднее название песни было изменено после того, как был найден «более удачный вариант» — «Toxic Till the End».

## Отзывы
Робин Мюррей, написавший рецензию для Clash, положительно отозвался о «Toxic Till the End» как о песне побега, которая «бурлит энергией».
Джефф Бенджамин из Billboard поставил альбом на первое место в своем обзоре по трекам, похвалив его эмоциональную глубину, пауэр-поп производство и привлекательность для мейнстрима. Он отметил его «жизнерадостность», несмотря на «разрушительные детали», назвав его моментом в сольном пути Розэ, когда она покидает свое место в Blackpink, чтобы полностью принять свою индивидуальность. Аналогично и Элеонора Карр из Renowned for Sound отметила трек как «запоминающееся прослушивание», похвалив его за «язвительную лирику» и саркастическое отношение к токсичным отношениям.

## Музыкальный видеоклип
Клип на сингл, снятый режиссёром Рамезом Сильяном, был выпущен 6 декабря. В клипе Розе снялась в в старом поместье Old Westbury Gardens в Лонг-Айленде, штат Нью-Йорк, вместе с филиппино-американским актёром Эваном Моком. Черпая вдохновение в сериале «Девочки Гилмор», кинематографическое видео рассказывает токсичную историю любви между двумя героями, завершающуюся горькой и драматичной развязкой. В начале видеоклипа розоволосый Мок подкарауливает машину Розэ на просёлочной дороге после того, как у его велосипеда лопнула шина. Она заинтригована и подвозит его, что приводит к романтическому чередованию счастливых первых дней пары, включая сцены, где они гоняются друг за другом по садам большого поместья, нежно общаются у камина и она подписывает его гипс, наложенный на повреждённую руку, после того, как он теряет сознание, упав на своём скейтборде. Однако в их отношениях нарастают проблемы: Розэ замечает, как Мок закрывает телефон, чтобы скрыть чьё-то сообщение от неё. Разгневанная, она пытается уйти, но у неё глохнет двигатель в машине. Динамика отношений пары продолжает чередоваться между обожаемыми объятиями и раздражёнными толчками, становясь опасной, когда Розе толкает его на статую и та разбивается. Несмотря на то, что неловкая пара, кажется, снова помирилась, Розэ показывает, что их случайная встреча в самом начале была, на самом деле, преднамеренной.

## Концертные исполнения
11 декабря 2024 года Розэ исполнила «Toxic Till the End» вместе с песней «Apt.» на Ночном шоу с Джимми Фэллоном. 23 января 2025 года Розэ представила сет из трех песен, исполнив «Stay a Little Longer», «Toxic Till the End» и «Apt.», на Gala des Pièces Jaunes 2025, проходившем на парижской арене Пари-Ла-Дефанс Арена, крупнейшем концертном зале в Европе. Позже она исполнила сет из шести песен, в который вошла «Toxic Till the End», на японском музыкальном фестивале GMO Sonic 2025, проходившем на Сайтама Супер Арене в качестве специального гостя 26 января.

## Чарты
| Чарт (2024)                             | Высшая позиция |
| --------------------------------------- | -------------- |
| Австралия (ARIA)                        | 31             |
| Канада (Billboard Canadian Hot 100)     | 54             |
| Мир (Billboard Global 200)              | 15             |
| Гонконг (Billboard Hong Kong Songs)     | 2              |
| Малайзия (Billboard Malaysia Songs)     | 3              |
| Малайзия (RIM)                          | 3              |
| Новая Зеландия (Aotearoa Singles, RMNZ) | 3              |
| Новая Зеландия (Hot Singles, RMNZ)      | 1              |
| Филиппины (Philippines Hot 100)         | 11             |
| Сингапур (RIAS)                         | 2              |
| Республика Корея (Circle)               | 4              |
| Китайская Республика (Billboard)        | 2              |
| Великобритания (OCC UK Singles)         | 72             |
| США (Billboard Hot 100)                 | 90             |
| США (Billboard Pop Airplay)             | 28             |